# 日暮し (音楽グループ)
日暮し（ひぐらし）は、1970年代に活動していたフォークグループ。

## メンバー
- 榊原尚美
  - ボーカル、キーボード
  - 1954年2月5日 - 東京都出身
- 武田清一
  - ギター、ボーカル
  - 1950年1月31日 - 岩手県出身
- 中村幸雄
  - ギター、ボーカル
  - 1950年3月2日 - 東京都出身
- 野間義男
  - ギター
  - 1950年生まれ - 東京都出身（1974年のみ在籍）

## 来歴
1972年、RCサクセションの前身バンド「The Remainders of The Clover」のメンバーだった武田を中心に結成。1973年4月、日本コロムビアBLOW UPレーベルからメジャー・デビュー。シングル4枚、アルバム3枚発表後、1977年にビクター音楽産業が新設したレーベル「Invitation」に移籍。同年12月に発売した「い・に・し・え」が翌1978年に掛けロングヒット。当グループの代表曲となった。1979年に解散。アルバム『街風季節』の頃のみ、野間義男（1973年にRCAからソロデビューしていたシンガーソングライター）を加えて4人で活動していた。
リーダーの武田が大半の曲を作詞・作曲。The Remainders of The Clover時代のメンバー忌野清志郎の詞に武田が作曲した「あの歌が想い出せない」は、かぐや姫の1stアルバム用に提供され、RCも1972年発売の4thシングル「キミかわいいね」のB面に収録。1998年発売のRCの10thアルバム『MARVY』で「ありふれた出来事」をカバー。
ボーカルの榊原は、1981年に日本テレビ系ドラマ『炎の犬』主題歌「サンセット・メモリー」を歌唱、ソロ歌手としてもヒットを出した杉村尚美。
現在、榊原（現姓・阿部）は音楽界から引退・専業主婦。
武田はグループ解散後の1980年頃から当時東京都杉並区南荻窪に本社が在った教育出版社、株式会社日本標準の総務部でアルバイトとして勤務を続け、退職後2008年頃より東京都国立市4-1-13で喫茶店＜Cafe Sings＞を夫婦で経営。しかし、2023年5月28日(日曜日)をもって閉店。尚、閉店理由は明かされておらず不明。又、武田は閉店数日前に倒れ緊急入院した事が後日分かった(現在は退院し自宅療養中)。したがって、閉店日に開催予定だった公演は中止となり行われなかった。その後も一切の報告はされておらず、ホームページ(ブログ)にも武田の現状や中止になった公演に関する件等に関しては何一つ記されていない。因みにCafe Singsは2024年4月5日、新オーナーに拠る同年5月1日よりの新規オープンがホームページ上で発表された。しかし、相変わらず武田の現状に関しては一切触れられておらず、不明のままである。
野間は地道に音楽活動を続けている。

## ディスコグラフィー

### シングル
| 発売日                  | 規格品番                | 面                      | タイトル                     | 作詞                    | 作曲                    | 編曲                    |
| 日本コロムビア・BLOW UP | 日本コロムビア・BLOW UP | 日本コロムビア・BLOW UP | 日本コロムビア・BLOW UP      | 日本コロムビア・BLOW UP | 日本コロムビア・BLOW UP | 日本コロムビア・BLOW UP |
| ----------------------- | ----------------------- | ----------------------- | ---------------------------- | ----------------------- | ----------------------- | ----------------------- |
| 1973年4月               | CD-180                  | A                       | まちぼうけ〜佐渡を恋うる詩〜 | 武田清一                | 武田清一                | 矢野誠                  |
| 1973年4月               | CD-180                  | B                       | 春が来たら                   | 武田清一                | 武田清一                | 柳田ヒロ                |
| 1973年10月              | CD-204                  | A                       | 夢みる風船                   | 武田清一                | 武田清一                | 比呂公一・日暮し        |
| 1973年10月              | CD-204                  | B                       | 雪がどんどん                 | 武田清一                | 武田清一                | 比呂公一・日暮し        |
| 1974年3月               | CD-213                  | A                       | あなたは何処にいるんですか   | 武田清一                | 武田清一                | 深町純                  |
| 1974年3月               | CD-213                  | B                       | 手紙を書きました             | 武田清一                | 武田清一                | 萩田光雄                |
| 1974年12月              | CD-234                  | A                       | 冬の夜                       | 武田清一                | 武田清一                | 星勝・日暮し            |
| 1974年12月              | CD-234                  | B                       | 古い想い出にさよなら         | 武田清一                | 武田清一                |                         |
| Invitation              |                         |                         |                              |                         |                         |                         |
| 1977年6月               | VIH-1001                | A                       | オレンジ色の電車             | 武田清一                | 武田清一・星勝          | 星勝                    |
| 1977年6月               | VIH-1001                | B                       | 街の影                       | 武田清一                | 武田清一                | 星勝                    |
| 1977年11月25日          | VIH-1010                | A                       | い・に・し・え               | 武田清一                | 武田清一                | 星勝                    |
| 1977年11月25日          | VIH-1010                | B                       | 木橋の上から                 | 武田清一                | 星勝                    | 星勝                    |
| 1978年5月               | VIH-1015                | A                       | 心の屋根                     | 武田清一                | 星勝                    | 星勝                    |
| 1978年5月               | VIH-1015                | B                       | 愛のもどかしさ               | 武田清一                | 星勝                    | 星勝                    |
| 1978年9月               | VIH-1025                | A                       | 秋の扉                       | 武田清一                | 星勝                    | 星勝                    |
| 1978年9月               | VIH-1025                | B                       | 旅の童話                     | 武田清一                | 武田清一・星勝          | 星勝                    |
| 1979年7月               | VIH-1052                | A                       | うでまくら                   | 武田清一                | 武田清一                | 星勝                    |
| 1979年7月               | VIH-1052                | B                       | 絵空事                       | 武田清一                | 星勝                    | 星勝                    |

### アルバム
| 発売日         | 規格              | 規格品番   | アルバム |
| -------------- | ----------------- | ---------- | --- |
| 1973年4月      | LP                | CD-7043    | 日暮し |
|                | LP                | LX-7038    | 日暮し |
| 2013年4月17日  | CD                | COCP-37958 | 日暮し |
| 1973年11月     | LP                | CD-7103    | 日暮し2 |
|                | LP                | LX-7039    | 日暮し2 |
| 2013年4月17日  | CD                | COCP-37959 | 日暮し2 |
| 1974年11月     | LP                | CD-7123    | 街風季節 |
|                | LP                | LX-7040    | 街風季節 |
| 2013年4月17日  | CD                | COCP-37960 | 街風季節 |
| 1975年         | LP                |            | （タイトル不明） - コロムビア時代のベスト・アルバム                                                              |
| 1977年         | LP                | LZ-7012    | 春夏秋冬 - コロムビア時代のベスト・アルバム                                                                      |
| 1977年         | LP                | VIH-6002   | ありふれた出来事                                                                                                 |
| 2015年12月16日 | UHQCD（紙ジャケ） | THCD-374   | ありふれた出来事                                                                                                 |
| 2016年3月9日   | LP（180g重量盤）  | THLP-376   | ありふれた出来事                                                                                                 |
| 1979年         | LP                | VIH-6052   | 記憶の果実 |
| 2015年12月16日 | UHQCD（紙ジャケ） | THCD-375   | 記憶の果実 |
| 2016年3月9日   | LP（180g重量盤）  | THLP-377   | 記憶の果実 |
| 1981年         | LP                | VIH-28049  | 日暮し スーパー・セレクション - Invitation時代のベストアルバム                                                   |
| 2009年9月16日  | CD                | VICL-63449 | 日暮し＋杉村尚美 ゴールデン☆ベスト - 日本コロムビア・ビクター両時代のシングル音源に杉村のソロ3曲を加えた全17曲。 |
| 2017年1月25日  | CD                | THCD-415   | Everlasting -Unreleased & Rare Tracks-                                                                           |

### その他
- 坂道（時代劇『長崎犯科帳』ED）
  - 未レコード化。UHQCD「ありふれた出来事+記憶の果実」の特典CDに収録。
- 街はゆらゆら （時代劇『長崎犯科帳』OP）Instrumentalバージョン